# Acanthodelta monodi
Acanthodelta monodi är en fjärilsart som beskrevs av François Louis Nompar de Caumont de Laporte 1975. Acanthodelta monodi ingår i släktet Acanthodelta och familjen nattflyn. Inga underarter finns listade i Catalogue of Life.